# TMEM27
TMEM27 (англ. Transmembrane protein 27) – білок, який кодується однойменним геном, розташованим у людей на короткому плечі X-хромосоми. Довжина поліпептидного ланцюга білка становить 222 амінокислот, а молекулярна маса — 25 235.
| 10         |  | 20         |  | 30         |  | 40         |  | 50         |
| ---------- |  | ---------- |  | ---------- |  | ---------- |  | ---------- |
| MLWLLFFLVT |  | AIHAELCQPG |  | AENAFKVRLS |  | IRTALGDKAY |  | AWDTNEEYLF |
| KAMVAFSMRK |  | VPNREATEIS |  | HVLLCNVTQR |  | VSFWFVVTDP |  | SKNHTLPAVE |
| VQSAIRMNKN |  | RINNAFFLND |  | QTLEFLKIPS |  | TLAPPMDPSV |  | PIWIIIFGVI |
| FCIIIVAIAL |  | LILSGIWQRR |  | RKNKEPSEVD |  | DAEDKCENMI |  | TIENGIPSDP |
| LDMKGGHIND |  | AFMTEDERLT |  | PL         |  |            |  |            |

A: Аланін

C: Цистеїн

D: Аспарагінова кислота

E: Глутамінова кислота

F: Фенілаланін

G: Гліцин

H: Гістидин

I: Ізолейцин

K: Лізин

L: Лейцин

M: Метіонін

N: Аспарагін

P: Пролін

Q: Глутамін

R: Аргінін

S: Серин

T: Треонін

V: Валін

W: Триптофан

Кодований геном білок за функцією належить до фосфопротеїнів. 
Локалізований у мембрані.